# Подільський провулок (Харків)
Подільський провулок (до 20.11.2015 вулиця Гамарника) — провулок міста Харкова. Розташований в історичному районі міста Поділ.

## Історія
Первісна назва провулка «Подільський», розташований він у історичному районі Харкова Поділ.
20 вересня 1936 року отримав назву «провулок Марата», за ім'ям Жана-Поля Марата (1743—1793), французького лікаря, публіциста, революціонера під час Великої французької революції. Цю назву провулок носив до 2 жовтня 1945 року.
З 14 лютого 1968 року провулок стає вулицею, названою на честь радянського партійного, державного та військового діяча Яна Гамарника (1894—1937).
З 20 листопада 2015 року вулиця знову стала провулком під своєю первісною назвою.

## Місцезнаходження
Провулок знаходиться у Основ'янському районі міста Харкова. Провулок поєднує Кооперативну вулицю та Гімназійну набережну, одним кінцем впирається в Подільський міст через річку Харків.
Близько 10-15 хвилин пішого ходу від станцій метро «Майдан Конституції» та «Проспект Гагаріна».

## Транспорт
По вулиці проходять 3, 5 і 6 тролейбусні маршрути, що зв'язують центр з південними околицями міста.
Раніше по провулку ходив трамвай за маршрутами № 1 (1906—1929), 5 (1913—1929), 7 (1926—1928). Також тролейбус за маршрутами № 9 (1976—2001), 19 (1973—1995).

## Пам'ятки та історичні будівлі
- Харківська Кенаса, будівля виходить на провулок однією з своїх сторін, має офіційну адресу по вул. Кузнечна, 24. Побудована в 1891—1893 роках за проєктом архітектора Бориса Покровського.
- Будівля Подільської (Соляниківської) синагоги, пров. Подільський, 12. До численних перебудов була в стилі модерн з еклектичними мавританськими мотивами. На тепер — офісна будівля.

## Галерея

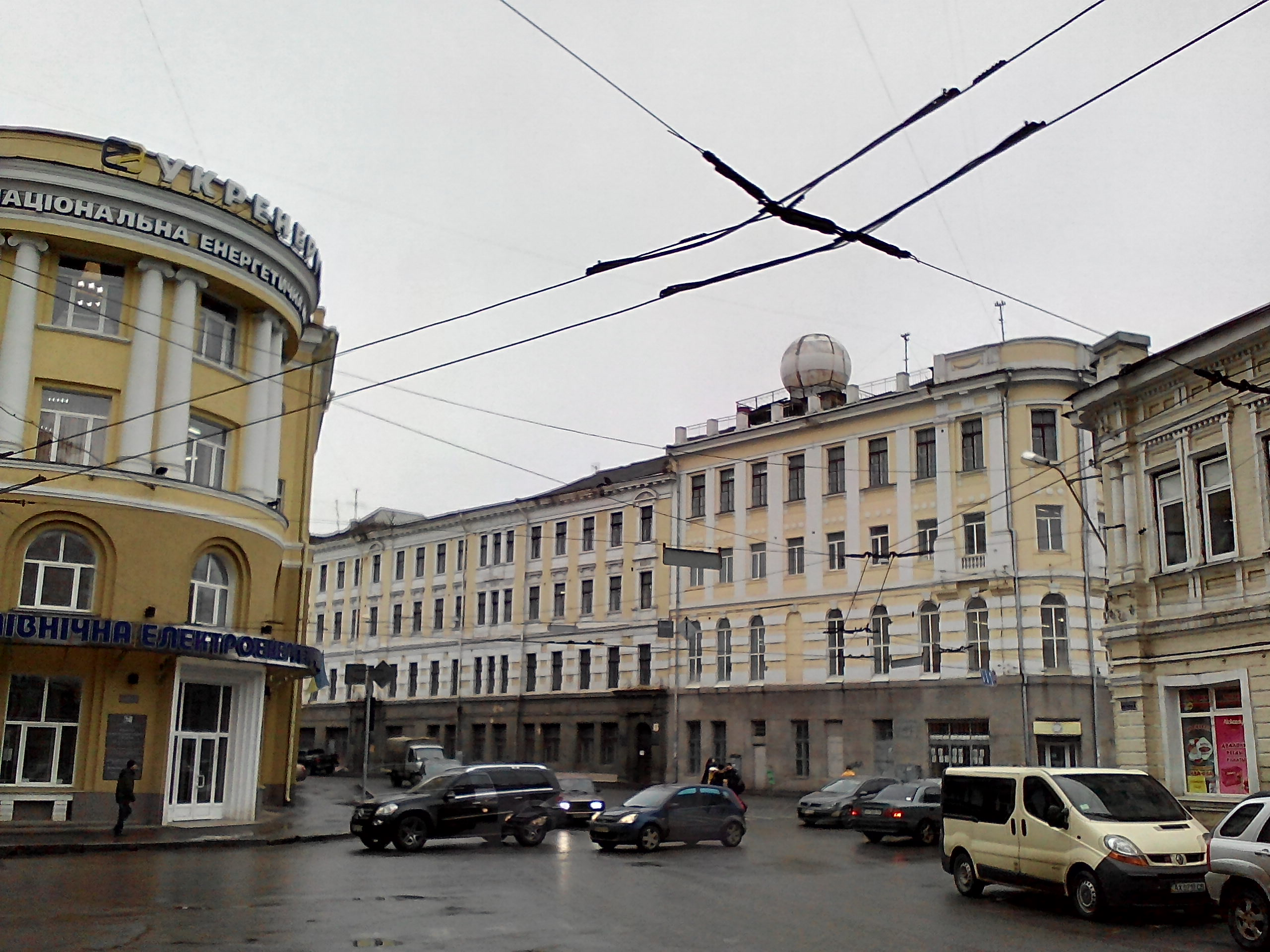
Початок Подільського провулка.
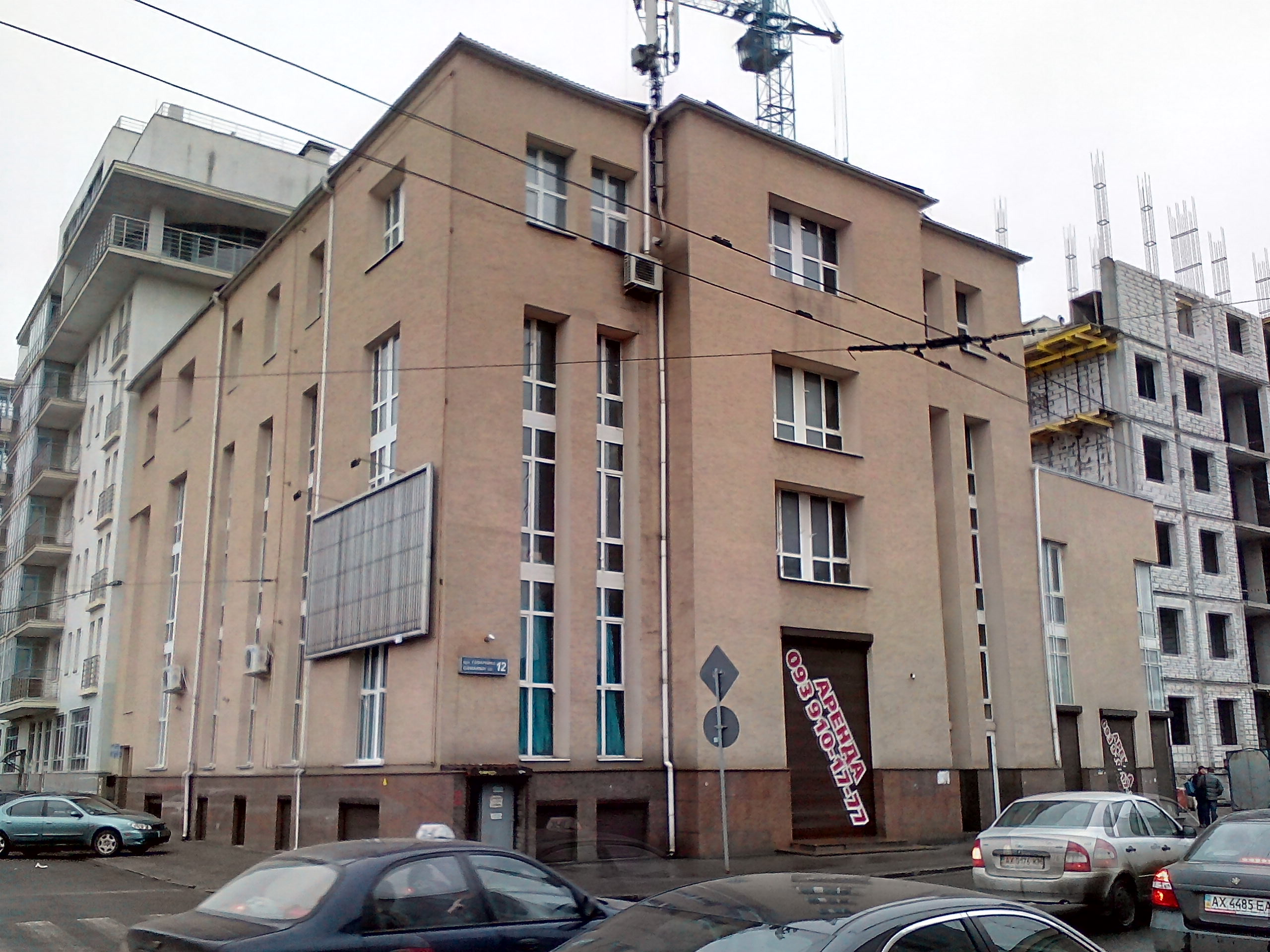
Будівля Подільської (Соляниківської) синагоги. Будинок № 12.
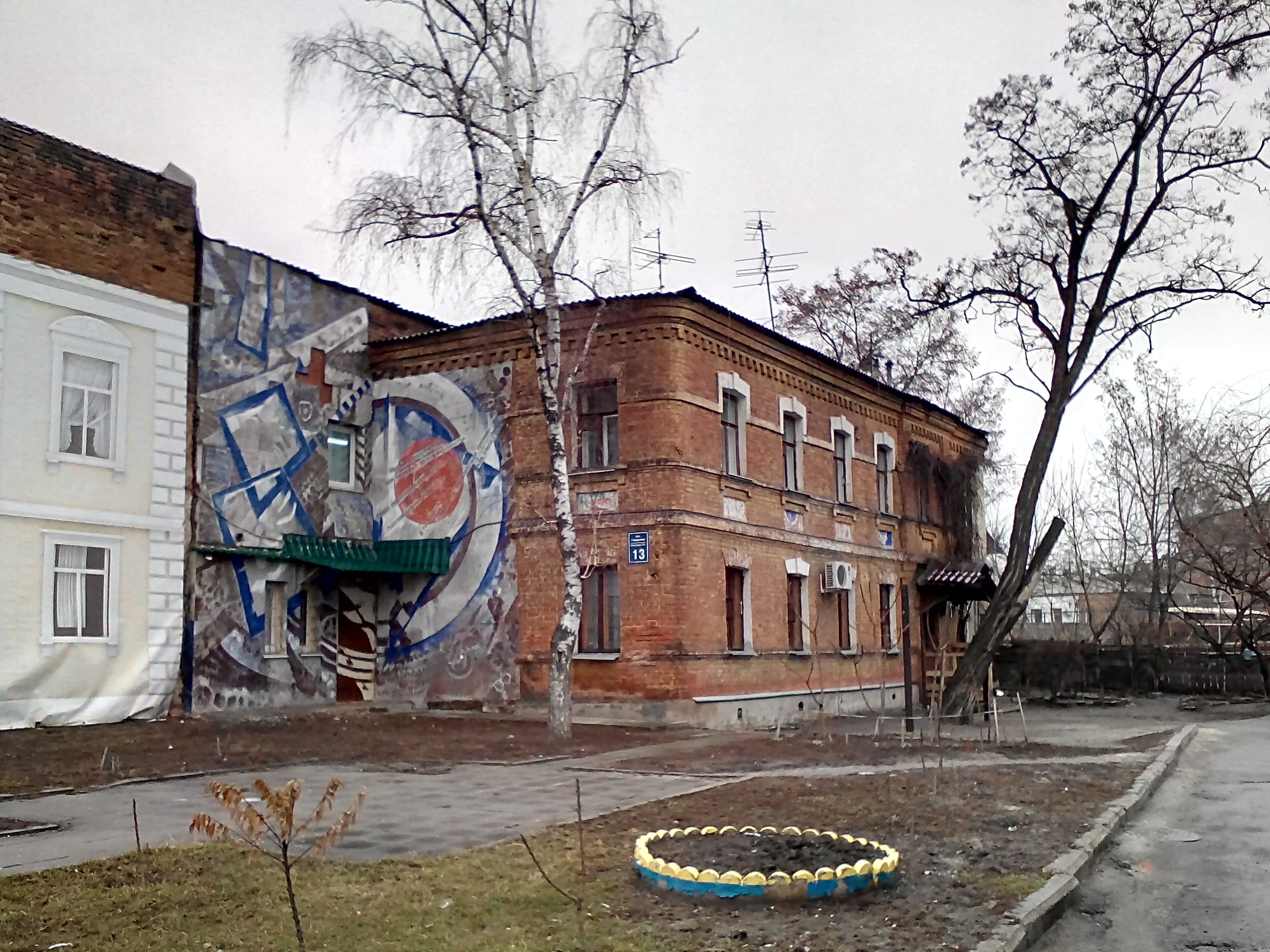
Будинок № 13.
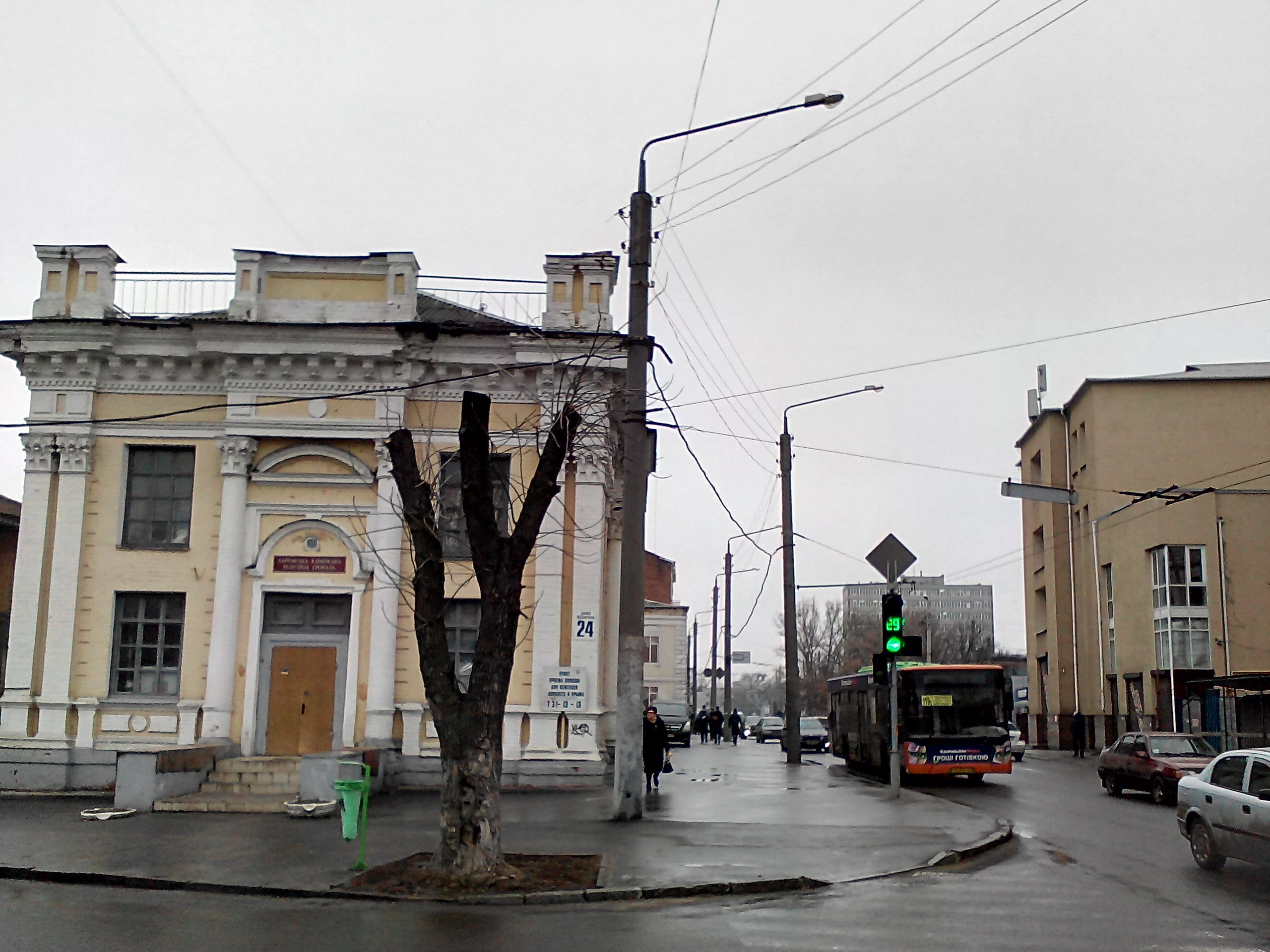
Харківська кенаса. Перетин Подільського провулка та Кузнечної вулиці.
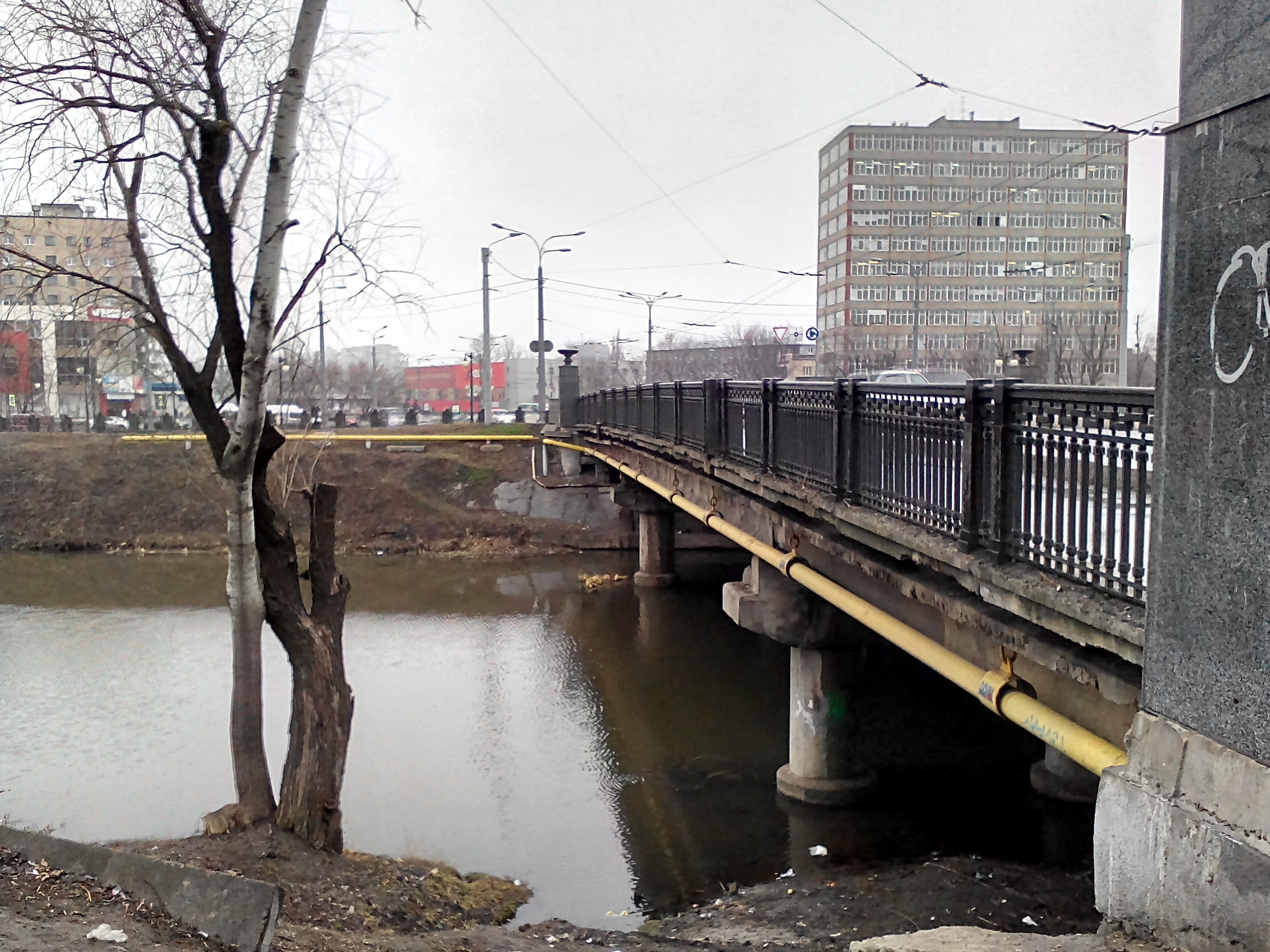
Подільський міст, яким закінчується провулок.
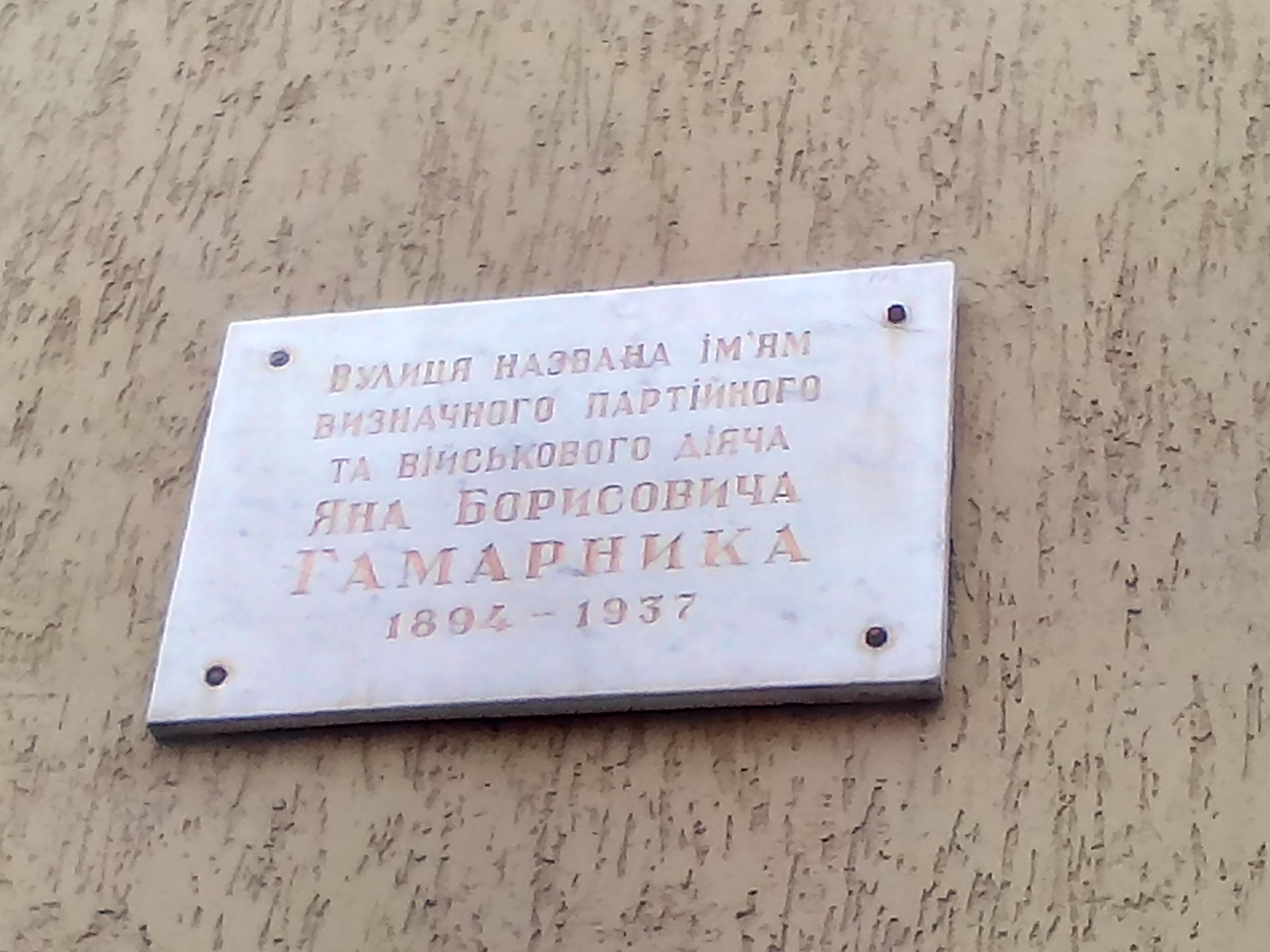
Меморіальна дошка присвячена Я. Б. Гамарнику, на честь якого провулок носив назву у 1968-2015 роках. Була демонтована у 2019 році.